# Перистрофе
Peristrophe (лат.) — род цветковых растений семейства Акантовые.

## Описание
Кустарники и травянистые растения. Листья простые, черешковые. Форма листа от яйцевидной до ланцетной. Листорасположение супротивное. Край листа цельный или слегка зубчатый. Цветки собраны в цимозное соцветие. Чашечка маленькая 5-членная. Венчик крупный трубчатый, белой, розовой или пурпурной окраски. Для некоторых видов характерно клейстогамные цветки. Семена дискообразные, гладкие или бугорчатые, без волосков.

## Классификация
Наиболее близким родом является дисклиптера. По информации базы данных The Plant List (2013), описано 104 видов, подтверждено 20 видов Перистрофе. По другим данным в мировой флоре около 40 видов.
| Африка - Peristrophe aculeata - Peristrophe angolensis - Peristrophe cernua - Peristrophe cliffordii - Peristrophe decorticans - Peristrophe gillilandiorum - Peristrophe grandibracteata - Peristrophe hensii - Peristrophe hereroensis - Peristrophe lanceolata - Peristrophe mellerioides - Peristrophe namibiensis - Peristrophe natalensis - Peristrophe pilosa - Peristrophe teklei - Peristrophe serpenticola - Peristrophe transvaalensis | Азия - Peristrophe bicalyculata - Peristrophe fera - Peristrophe floribunda - Peristrophe guangxiensis - Peristrophe hyssopifolia - Peristrophe japonica - Peristrophe lanceolaria - Peristrophe montana - Peristrophe paniculata (also in Africa) - Peristrophe roxburghiana (syn. P. baphica, P. tinctoria) - Peristrophe speciosa - Peristrophe strigosa - Peristrophe tianmuensis - Peristrophe yunnanensis |

## Распространение
Представители рода встречаются в Африке, Мадагаскаре и Юго-Восточной Азии.